# Anneliese Bulling
Anneliese Bulling (geboren 21. April 1900 in Ellwürden, Wesermarsch; gestorben 9. Februar 2004 in Philadelphia, Pennsylvania, USA) war eine deutsche Kunsthistorikerin mit dem Schwerpunkt chinesische Kunstgeschichte.

## Leben und Wirken
Anneliese Bulling stammte aus einer wohlhabenden, alteingesessenen und gebildeten Butjadinger Grundbesitzerfamilie. Nach kurzer, 1927 für ungültig erklärter Ehe studierte sie Kunstgeschichte und Sinologie in Berlin bei Otto Kümmel, Erich Haenisch und Albert Erich Brinckmann. Im Jahr 1935 wurde sie mit einem Thema über chinesische Architektur promoviert. Im selben Jahr emigrierte sie zusammen mit ihrem Lebensgefährten, dem jüdischen Architekten Erwin Gutkind, nach Großbritannien. 1946 fand sie eine Anstellung als Research Scholar am Universities China Committee, 1947 als Research Scholar in Cambridge. Als Gutkind 1956 einen Ruf an die University of Pennsylvania in Philadelphia erhielt, heiratete Bulling ihn und zog mit ihm in die USA. 1966 arbeitete Bulling als Research Associate für Chinesische Kunst und Archäologie an der Columbia University in New York. Ihr Ehemann starb 1968. Bulling, die im Jahr 2004 im Alter von 103 Jahren starb, hinterließ dem Stadtmuseum Oldenburg einen umfangreichen Briefnachlass (über 4 000 Briefe).
Bullings Forschungsschwerpunkt war die chinesische Kunstgeschichte, insbesondere die der Architektur und des Kunsthandwerks. Sie entwickelte eine Theorie, nach der die chinesischen Schriftzeichen aus frühgeschichtlichen (neolithischen) astronomischen Kalendersymbolen entstanden sind.

## Schriften (Auswahl)
- Die chinesische Architektur von der Han-Zeit bis zum Ende der T’ang-Zeit. Lyon 1935 (Dissertation).
- Neolithic Symbols and the Purpose of art in China. In: The Burlington Magazine 82, 1943, S. 91–101
- The Meaning of China’s most ancient art. Leiden 1952
- The Decoration of Mirrors of the Han Period (= Artibus Asiae Supplementum 20). Ascona 1960
- Archaeological Excavations in China 1949–1966. In: Expedition. The Magazine of Archaeology/Anthropology 14, 1972, S. 2–12 (Digitalisat)